# Прусім (Великопольське воєводство)
Прусім (пол. Prusim) — село в Польщі, у гміні Квільч Мендзиходського повіту Великопольського воєводства.
Населення — 143 особи (2011).
У 1975-1998 роках село належало до Познанського воєводства.

## Демографія
Демографічна структура станом на 31 березня 2011 року:
|          | Загалом | Допрацездатний вік | Працездатний вік | Постпрацездатний вік |
| -------- | ------- | ------------------ | ---------------- | -------------------- |
| Чоловіки | 69      | 13                 | 47               | 9                    |
| Жінки    | 74      | 20                 | 36               | 18                   |
| Разом    | 143     | 33                 | 83               | 27                   |